# Vester Marshall
Vester Marshall (22 dicembre 1948) è un ex cestista e allenatore di pallacanestro statunitense, professionista nella NBA. Ha ottenuto importanti risultati con le squadre che ha seguito.